# Campionato mondiale di hockey su ghiaccio femminile 2007
Il 10º Campionato mondiale di hockey su ghiaccio femminile è stato assegnato dall'International Ice Hockey Federation al Canada, che lo ha ospitato a Winnipeg e a Selkirk, nel periodo tra il 3 e il 10 aprile 2007. Questa è la quinta volta che il paese nordamericano ha ospitato il Gruppo A femminile dopo le edizioni del 1990, 1997, 2000 e del 2004. Nel giugno del 2006 la IIHF ha riportato il Gruppo A da 8 a 9 squadre, ripescando la Russia retrocessa alla fine del mondiale del 2005. La decisione è stata presa dopo il successo ottenuto dal formato a nove squadre nell'edizione precedente del 2004. Per questo motivo tutte le squadre retrocesse nelle divisioni inferiori sono state ripescate, con l'esordio di tre nuove nazionali.
Ancora una volta in finale si sono affrontate le nazionali del Canada e degli Stati Uniti, con il successo delle canadesi per 5-1. Al terzo posto è giunta la Svezia, vincente per 1-0 contro la Finlandia.

## Campionato di gruppo A

### Partecipanti
Al torneo prendono parte 9 squadre:
| 5 dall'Europa     | Finlandia | Germania    |
| 5 dall'Europa     | Russia    | Svezia      |
| 5 dall'Europa     | Svizzera  |             |
| 2 dal Nordamerica | Canada    | Stati Uniti |
| 2 dall'Asia       | Cina      | Kazakistan  |

### Gironi preliminari

#### Girone A
| Selkirk 3 aprile 2007, ore 19:30 UTC-6 | Kazakistan | 0 – 9 (0-5; 0-2; 0-2) referto | Stati Uniti | Selkirk Recreation Complex (951 spett.) |

| Selkirk 3 aprile 2007, ore 19:30 UTC-6 | Cina | 7 – 0 (2-0; 3-0; 2-0) referto | Kazakistan | Selkirk Recreation Complex (849 spett.) |

| Selkirk 5 aprile 2007, ore 19:30 UTC-6 | Stati Uniti | 9 – 1 (4-1; 3-0; 2-0) referto | Cina | Selkirk Recreation Complex (1.103 spett.) |

| Pos. |             | PG | V | VOT | POT | P | GF | GS | DR  | Pt | Accede a |
| 1.   | Stati Uniti | 2  | 2 | 0   | 0   | 0 | 18 | 1  | +17 | 6  | Girone D |
| 2.   | Kazakistan  | 2  | 1 | 0   | 0   | 1 | 8  | 9  | -1  | 3  | Girone E |
| 3.   | Cina        | 2  | 0 | 0   | 0   | 2 | 0  | 16 | -16 | 0  | Girone F |

#### Girone B
| Winnipeg 3 aprile 2007, ore 19:30 UTC-6 | Svizzera | 0 – 9 (0-5; 0-2; 0-2) referto | Canada | MTS Centre (10.706 spett.) |

| Winnipeg 4 aprile 2007, ore 19:30 UTC-6 | Germania | 0 – 1 (0-0; 0-1; 0-0) referto | Svizzera | MTS Centre (4.102 spett.) |

| Winnipeg 5 aprile 2007, ore 19:30 UTC-6 | Canada | 8 – 0 (2-0; 2-0; 4-0) referto | Germania | MTS Centre (10.716 spett.) |

| Pos. |          | PG | V | VOT | POT | P | GF | GS | DR  | Pt | Accede a |
| 1.   | Canada   | 2  | 2 | 0   | 0   | 0 | 17 | 0  | +17 | 6  | Girone D |
| 2.   | Svizzera | 2  | 1 | 0   | 0   | 1 | 1  | 9  | -8  | 3  | Girone E |
| 3.   | Germania | 2  | 0 | 0   | 0   | 2 | 0  | 9  | -9  | 0  | Girone F |

#### Girone C
| Winnipeg 3 aprile 2007, ore 15:00 UTC-6 | Russia | 2 – 3 (0-2; 0-0; 2-1) referto | Svezia | MTS Centre (3.243 spett.) |

| Winnipeg 4 aprile 2007, ore 16:00 UTC-6 | Finlandia | 4 – 0 (1-0; 1-0; 2-0) referto | Russia | MTS Centre (3.350 spett.) |

| Winnipeg 5 aprile 2007, ore 16:00 UTC-6 | Svezia | 0 – 1 (d.t.s.) (0-0; 0-0; 0-0) referto | Finlandia | MTS Centre (4.069 spett.) |

| Pos. |           | PG | V | VOT | POT | P | GF | GS | DR | Pt | Accede a |
| 1.   | Finlandia | 2  | 1 | 1   | 0   | 0 | 5  | 0  | +5 | 5  | Girone D |
| 2.   | Svezia    | 2  | 1 | 0   | 1   | 0 | 3  | 3  | 0  | 4  | Girone E |
| 3.   | Russia    | 2  | 0 | 0   | 0   | 2 | 2  | 7  | -5 | 0  | Girone F |

### Seconda Fase
Nella seconda fase le squadre giunte prime nei rispettivi gironi si sono scontrate in un altro girone da tre squadre, e lo stesso è successo per le seconde e le terze di ciascun raggruppamento. Le prime due squadre del girone D (quello delle prime classificate) accedono alla finale per il primo posto, mentre la terza del girone D affronta la prima del girone E per la medaglia di bronzo. Infine nel girone F le ultime due squadre vengono retrocesse in Prima Divisione.

#### Girone D (1º-3º posto)
| Winnipeg 7 aprile 2007, ore 15:30 UTC-6 | Stati Uniti    | 4 – 4 (d.t.s.) (2-1; 2-3; 0-0; 0-0) referto | Canada | MTS Centre (15.003 spett.) |
| Shootout 0 – 1                          |                |                                             |        |                            |
|                                         |                |                                             |        |                            |
|                                         | Shootout 0 – 1 |                                             |        |                            |

| Winnipeg 8 aprile 2007, ore 19:30 UTC-6 | Finlandia | 0 – 4 (0-2; 0-1; 0-1) referto | Stati Uniti | MTS Centre (4.758 spett.) |

| Winnipeg 9 aprile 2007, ore 19:30 UTC-6 | Canada | 5 – 0 (3-0; 1-0; 1-0) referto | Finlandia | MTS Centre (10.691 spett.) |

| Pos. |             | PG | V | VOT | POT | P | GF | GS | DR | Pt |
| 1.   | Canada      | 2  | 1 | 1   | 0   | 0 | 10 | 4  | +6 | 5  |
| 2.   | Stati Uniti | 2  | 1 | 0   | 1   | 0 | 8  | 5  | +3 | 4  |
| 3.   | Finlandia   | 2  | 0 | 0   | 0   | 2 | 0  | 9  | -9 | 0  |

#### Girone E (4º-6º posto)
| Winnipeg 7 aprile 2007, ore 19:30 UTC-6 | Cina | 1 – 5 (0-1; 1-2; 0-2) referto | Svizzera | MTS Centre (4.048 spett.) |

| Winnipeg 8 aprile 2007, ore 15:30 UTC-6 | Svezia | 12 – 2 (2-1; 5-0; 5-1) referto | Cina | MTS Centre (3.500 spett.) |

| Winnipeg 9 aprile 2007, ore 16:00 UTC-6 | Svizzera | 0 – 4 (0-1; 0-1; 0-2) referto | Svezia | MTS Centre (3.761 spett.) |

| Pos. |          | PG | V | VOT | POT | P | GF | GS | DR  | Pt |
| 4.   | Svezia   | 2  | 2 | 0   | 0   | 0 | 16 | 2  | +14 | 6  |
| 5.   | Svizzera | 2  | 1 | 0   | 0   | 1 | 5  | 5  | 0   | 3  |
| 6.   | Cina     | 2  | 0 | 0   | 0   | 2 | 3  | 17 | -14 | 0  |

#### Girone F (7º-9º posto)
| Winnipeg 7 aprile 2007, ore 12:00 UTC-6 | Kazakistan | 0 – 3 (0-2; 0-0; 0-1) referto | Germania | MTS Centre (2.124 spett.) |

| Winnipeg 8 aprile 2007, ore 12:00 UTC-6 | Russia | 7 – 0 (0-0; 6-0; 1-0) referto | Kazakistan | MTS Centre (1.959 spett.) |

| Winnipeg 9 aprile 2007, ore 12:00 UTC-6 | Germania | 1 – 4 (1-2; 0-0; 0-2) referto | Russia | MTS Centre (10.741 spett.) |

| Pos. |            | PG | V | VOT | POT | P | GF | GS | DR  | Pt |
| 7.   | Russia     | 2  | 2 | 0   | 0   | 0 | 11 | 1  | +10 | 6  |
| 8.   | Germania   | 2  | 1 | 0   | 0   | 1 | 4  | 4  | 0   | 3  |
| 9.   | Kazakistan | 2  | 0 | 0   | 0   | 2 | 0  | 10 | -10 | 0  |

### Finale per il 3º posto
| Winnipeg 10 aprile 2007, ore 15:30 UTC-6 | Finlandia | 0 – 1 (0-0; 0-0; 0-1) referto | Svezia | MTS Centre (8.555 spett.) |

### Finale
| Winnipeg 10 aprile 2007, ore 19:30 UTC-6 | Canada | 5 – 1 (0-0; 3-0; 2-1) referto | Stati Uniti | MTS Centre (15.003 spett.) |

### Classifica marcatori
| Giocatrice          | PG | G | A | Pt | +/- | MP |
| ------------------- | -- | - | - | -- | --- | -- |
| Hayley Wickenheiser | 5  | 8 | 6 | 14 | +11 | 0  |
| Krissy Wendell      | 5  | 5 | 7 | 12 | +5  | 8  |
| Danielle Goyette    | 5  | 6 | 5 | 11 | +10 | 0  |
| Natalie Darwitz     | 5  | 4 | 5 | 9  | +6  | 6  |
| Pernilla Winberg    | 5  | 5 | 3 | 8  | +8  | 8  |
| Maria Rooth         | 5  | 4 | 2 | 6  | +5  | 4  |
| Sarah Parsons       | 5  | 3 | 3 | 6  | +5  | 2  |
| Erika Lawler        | 5  | 2 | 4 | 6  | +5  | 2  |
| Sarah Vaillancourt  | 5  | 2 | 4 | 6  | +6  | 4  |
| Iya Gavrilova       | 4  | 4 | 1 | 5  | +7  | 2  |

### Classifica portieri
| Giocatrice     | Min    | TC  | GS | SO | MGS  | Sv%   |
| -------------- | ------ | --- | -- | -- | ---- | ----- |
| Kim St-Pierre  | 180:00 | 49  | 1  | 2  | 0.33 | 97.96 |
| Jennifer Harss | 123:55 | 46  | 2  | 1  | 0.97 | 95.65 |
| Kim Martin     | 175:02 | 71  | 3  | 0  | 1.03 | 95.77 |
| Sara Grahn     | 126:30 | 35  | 2  | 1  | 0.95 | 94.29 |
| Noora Räty     | 301:32 | 146 | 10 | 2  | 1.99 | 93.15 |

### Classifica finale
| Pos | Squadra     |
| --- | ----------- |
| 1   | Canada      |
| 2   | Stati Uniti |
| 3   | Svezia      |
| 4   | Finlandia   |
| 5   | Svizzera    |
| 6   | Cina        |
| 7   | Russia      |
| 8   | Germania    |
| 9   | Kazakistan  |

| Promossa nel Gruppo A:         | Giappone   |
| Retrocessa in Prima Divisione: | Kazakistan |

#### Riconoscimenti
Riconoscimenti individuali
| Premio                   | Giocatrice          |
| ------------------------ | ------------------- |
| Miglior giocatrice (MVP) | Hayley Wickenheiser |
| Miglior portiere         | Noora Räty          |
| Miglior difensore        | Molly Engstrom      |
| Miglior attaccante       | Hayley Wickenheiser |

## Prima Divisione
Il Campionato di Prima Divisione si è svolto in un unico girone all'italiana a Nikkō, in Giappone, fra il 2 e l'8 aprile 2007:
| Pos. |           | PG | V | VOT | POT | P | GF | GS | DR  | Pt |
| 1.   | Giappone  | 5  | 5 | 0   | 0   | 0 | 25 | 5  | +20 | 15 |
| 2.   | Lettonia  | 5  | 3 | 0   | 1   | 1 | 13 | 9  | +4  | 10 |
| 3.   | Francia   | 5  | 1 | 1   | 2   | 1 | 10 | 17 | -7  | 7  |
| 4.   | Norvegia  | 5  | 2 | 0   | 0   | 3 | 8  | 9  | -1  | 6  |
| 5.   | Rep. Ceca | 5  | 1 | 1   | 0   | 3 | 12 | 16 | -4  | 5  |
| 6.   | Danimarca | 5  | 0 | 1   | 0   | 4 | 5  | 17 | -12 | 2  |

| Promossa nel Gruppo A:           | Giappone  |
| Retrocessa in Seconda Divisione: | Danimarca |

## Seconda Divisione
Il Campionato di Seconda Divisione si è svolto in un unico girone all'italiana a Pyongyang, in Corea del Nord, fra il 17 e il 23 marzo 2007:
| Pos. |                | PG | V | VOT | POT | P | GF | GS | DR  | Pt |
| 1.   | Slovacchia     | 5  | 5 | 0   | 0   | 0 | 22 | 3  | +19 | 15 |
| 2.   | Italia         | 5  | 2 | 2   | 0   | 1 | 14 | 15 | -1  | 10 |
| 3.   | Corea del Nord | 5  | 3 | 0   | 1   | 1 | 22 | 7  | +15 | 10 |
| 4.   | Austria        | 5  | 2 | 0   | 0   | 3 | 17 | 11 | +6  | 6  |
| 5.   | Paesi Bassi    | 5  | 0 | 1   | 1   | 3 | 6  | 23 | -17 | 3  |
| 6.   | Slovenia       | 5  | 0 | 0   | 1   | 4 | 5  | 30 | -25 | 1  |

| Promossa in Prima Divisione:   | Slovacchia |
| Retrocessa in Terza Divisione: | Slovenia   |

## Terza Divisione
Il Campionato di Terza Divisione si è svolto in un unico girone all'italiana a Sheffield, in Regno Unito, fra il 3 e il 10 aprile 2007:
| Pos. |               | PG | V | VOT | POT | P | GF | GS | DR  | Pt |
| 1.   | Australia     | 5  | 4 | 1   | 0   | 0 | 32 | 9  | +23 | 14 |
| 2.   | Regno Unito   | 5  | 4 | 0   | 1   | 0 | 57 | 8  | +49 | 13 |
| 3.   | Belgio        | 5  | 3 | 0   | 0   | 2 | 22 | 18 | +4  | 9  |
| 4.   | Ungheria      | 5  | 2 | 0   | 0   | 3 | 22 | 19 | -3  | 6  |
| 5.   | Corea del Sud | 5  | 1 | 0   | 0   | 4 | 12 | 27 | -15 | 3  |
| 6.   | Sudafrica     | 5  | 0 | 0   | 0   | 5 | 4  | 77 | -73 | 0  |

| Promossa in Seconda Divisione:  | Australia |
| Retrocessa in Quarta Divisione: | Sudafrica |

## Quarta Divisione
Il Campionato di Quarta Divisione si è svolto in un unico girone all'italiana a Miercurea Ciuc, in Romania, fra il 26 marzo e il 1º aprile 2007:
| Pos. |               | PG | V | VOT | POT | P | GF | GS | DR  | Pt |
| 1.   | Croazia       | 5  | 5 | 0   | 0   | 0 | 41 | 6  | +35 | 15 |
| 2.   | Romania       | 5  | 4 | 0   | 0   | 1 | 44 | 12 | +32 | 12 |
| 3.   | Nuova Zelanda | 5  | 3 | 0   | 0   | 2 | 45 | 9  | +36 | 9  |
| 4.   | Estonia       | 5  | 1 | 1   | 0   | 3 | 21 | 20 | +1  | 5  |
| 5.   | Islanda       | 5  | 1 | 0   | 1   | 3 | 17 | 23 | -6  | 4  |
| 6.   | Turchia       | 5  | 0 | 0   | 0   | 5 | 3  | 91 | -88 | 0  |

| Promossa in Terza Divisione:      | Croazia   |
| Retrocessa dalla Terza Divisione: | Sudafrica |